# 한국기독교박물관
한국기독교박물관(韓國基督敎博物館, Korean Christian Museum)은 대한민국 서울특별시 동작구에 있는 숭실대학교 산하의 사립 박물관이다. 매산(梅山) 김양선 목사가 설립한 한국기독교박물관은 건물 전체면적이 956평(3,161m2)이고 지하 1·2층에는 박물관 사무 및 수장 공간, 지상 1·2·3층에는 전시실(전시면적 454평)로 구성되어 있다.

## 연혁
- 1948년 4월 20일: 서울 남산 (서울) 옛 조선신궁 터에 설립
- 1950년 ~ 1953년: 한국전쟁으로 휴관, 휴전과 동시에 다시 개관
- 1958년 2월 28일: 한국기독교박물관 폐관(국회의사당 부지 선정)
- 1967년 7월 21일: 숭실대학교에 소장자료 3,600점 기증
- 1967년 10월 10일: 상도동 숭실대학교 개교 70주년 기념일에, 완공된 구 채플(웨스트민스터 채플) 1층에 전시실을 마련하여 임시 개관
- 1976년 1월 19일: 교내에 박물관 단독건물을 신축하여 정식 개관
- 2003년 7월 1일: 새 건물로 이전
- 2004년 4월 - 그간의 소장유물과 발굴유물을 다시 정리하여 '숭실대학교 한국기독교박물관'으로 재출발

## 전시
총 6,769점의 유물을 소장하고 있다. 그 중 국보 제141호 다뉴세문경(多紐細文鏡), 국보 제231호 석제청동기제작용범(石製靑銅器製作鎔范), 보물 제569호 안중근 의사 유묵(遺墨), 보물 제883호 청동제지구의(靑銅製地球儀) 등의 유물도 있다.
- 지상 1층
  - 로비 - 영상전시안내, 정보검색
  - 한국기독교역사실
- 지상 2층
  - 숭실역사실 - 평양숭실로부터 서울숭실까지의 자료
  - 근대화와 민족운동사실
- 지상 3층
  - 고고미술실

### 숭실역사실
숭실역사실은 숭실대학교 산하 한국기독교박물관 2층에 있는 전시실이다. 숭실대학교의 역사에 대한 자료를 전시하고 있다.

## 같이 보기
- 김양선